# 马君武墓
马君武墓为马君武埋葬处，位于中国广西壮族自治区桂林市雁山区南端岭。
该墓坐西朝东，为砖石所筑，外面批以水泥。墓碑为方塔状，高7米，宽3.6米，上书“马君武先生之墓”数字。后方墓冢为圆柱形，高2.2米，直径3.6米。墓前方左侧为墓志铭，为曾任中华民国司法院院长的居正所书，高3米，宽2米。1981年公布为桂林市文物保护单位。